# Список угрожаемых видов мхов
Список угрожаемых видов мхов содержит перечень видов высших растений из отделов настоящих (Bryophyta), печёночных (Marchantiophyta) и антоцеротовых (Anthocerotophyta) мхов, объединяемых в группу мохообразных, которым Международным союзом охраны природы и природных ресурсов (МСОП) присвоены охранные статусы «Уязвимый вид» (Vulnerable species, ), «Вымирающий вид» (Endangered species, ) либо «Вид на грани исчезновения» (Critically Endangered species, ). В настоящее время в Красный список угрожаемых видов МСОП (The IUCN Red List of Threatened Species) занесено 76 редких и исчезающих видов мхов, из них 24 вида — уязвимые, 29 видов — вымирающие и 23 вида — находящиеся на грани исчезновения. Ещё три вида мхов значатся в данном списке как уже вымершие (категория «Исчезнувший вид», Extinct species, ). Они также представлены в этом перечне.

## ОтделАнтоцеротовые мхи(Anthocerotophyta)
Anthoceros neesii
 Dendroceros japonicus

## ОтделНастоящие мхи(Bryophyta)

### КлассЛистостебельные мхи(Bryopsida)

#### ПодклассBryidae
Acritodon nephophilus
 Brymela tutezona
 Distichophyllum carinatum
 Donrichardsia macroneuron
 Echinodium renauldii
 Echinodium setigerum
 Flabellidium spinosum
 Gradsteinia torrenticola
 Lepidopilum grevilleanum
 Limbella fryei
 Mamillariella geniculata
 Merrilliobryum fabronioides
 Neckeropsis pocsii
 Neomacounia nitida
 Ochyraea tatrensis
 Orthodontopsis bardunovii
 Orthotrichum truncato-dentatum
 Pinnatella limbata
 Renauldia lycopodioides
 Sciaromiopsis sinensis
 Taxitheliella richardsii
 Thamnobryum angustifolium
 Thamnobryum fernandesii

#### ПодклассDicranidae
Aschisma kansanum
 Bryoxiphium madeirense
 Ditrichum cornubicum
 Fissidens hydropogon
 Hypnodontopsis apiculata
 Jaffueliobryum arsenei
 Leucoperichaetium eremophilum
 Mitrobryum koelzii
 Ozobryum ogalalense
 Skottsbergia paradoxa
 Weissia multicapsularis

### КлассСфагновые мхи(Sphagnopsida)
Ambuchanania leucobryoides
 Sphagnum novo-caledoniae

### КлассТакакиевые мхи(Takakiopsida)
Takakia ceratophylla

## ОтделПечёночные мхи(Marchantiophyta)

### КлассJungermanniopsida

#### ПодклассJungermanniidae
Andrewsianthus ferrugineus
 Bazzania bhutanica
 Bryopteris gaudichaudii
 Calypogeia rhynchophylla
 Caudalejeunea grolleana
 Cladolejeunea aberrans
 Cololejeunea magnilobula
 Diplocolea sikkimensis
 Drepanolejeunea aculeata
 Drepanolejeunea bakeri
 Drepanolejeunea senticosa
 Fulfordianthus evansii
 Haesselia roraimensis
 Hattoria yakushimensis
 Jamesoniella undulifolia — Северная Евразия, ранее был широко распространён от Британских островов до Чукотки, однако в настоящее время исчез на большей части своего ареала в Европе, сохранился в основном в Северной и Северо-Восточной Азии.
 Kurzia sinensis
 Leptolejeunea tridentata
 Myriocolea irrorata
 Myriocoleopsis fluviatilis
 Nardia huerlimannii
 Nowellia wrightii
 Perssoniella vitreocincta
 Phycolepidozia exigua
 Radula jonesii
 Radula visianica
 Scaphophyllum speciosum
 Schistochila macrodonta
 Schistochila undulatifolia
 Sphaerolejeunea umbilicata
 Spruceanthus theobromae
 Symbiezidium madagascariensis

#### ПодклассMetzgeriidae
Eopleurozia simplicissima
 Vandiemenia ratkowskiana

#### ПодклассPelliidae
Sewardiella tuberifera

### КлассMarchantiopsida
Aitchisoniella himalayensis
 Geothallus tuberosus
 Riccia alatospora
 Riccia atlantica
 Sphaerocarpos drewei
 Stephensoniella brevipedunculata